# Conus altispiratus
Conus altispiratus é uma espécie de gastrópode do gênero Conus, pertencente à família Conidae.